# هولگر هسه
هولگر هسه یک پزشک آلمانی بود که به همراه شریک خود هنینگ روبر که یک متخصص بیهوشی دانمارکی بود اولین نمونه آمبوبگ را در سال ۱۹۵۶ که به صورت خود باد شونده بوده و نیازی به جریان الکتریکی نیز ندارد را احتراع کرد. این وسیله یک تحول عظیم در فرایند تنفس مصنوعی ایجاد کرد.